# جوردن كيركباتريك
جوردن كيركباتريك (بالإنجليزية: Jordan Kirkpatrick)‏ هو لاعب كرة قدم بريطاني، ولد في 6 مارس 1992 في روثرجلين ‏ في المملكة المتحدة. لعب مع نادي بريتشين سيتي ونادي دمبرتون وهاميلتون أكاديميكال.

## وصلات خارجية
- جوردن كيركباتريك على موقع قاعدة بيانات كرة القدم.إي يو (الإنجليزية)